# Prostherapis dunni
Prostherapis dunni är en groddjursart som beskrevs av Juan A. Rivero 1961. Prostherapis dunni ingår i släktet Prostherapis och familjen Aromobatidae. IUCN kategoriserar arten globalt som akut hotad. Inga underarter finns listade i Catalogue of Life.